# Natação nos Jogos Pan-Americanos de 1999 - 400 m livre masculino
O evento dos 400 m livre masculino nos Jogos Pan-Americanos de 1999 foi realizado em Winnipeg, Canadá, em 5 de agosto de 1999. O último campeão dos Jogos Pan-Americanos foi Josh Davis, dos Estados Unidos.
Essa corrida consistiu em oito voltas em nado livre em piscina olímpica.
Luiz Lima ganhou a medalha de ouro, quebrando uma sequência de onze títulos seguidos dos Estados Unidos. Antes dele, apenas um outro nadador não-americano venceu a prova: seu compatriota Tetsuo Okamoto, na primeira edição dos jogos.

## Resultados
Todos os tempos estão em minutos e segundos.
| CHAVE: | q | Mais rápidos não-classificados | Q | Classificados | GR | Recorde dos jogos | NR | Recorde nacional | PB | Melhor marca pessoal | SB | Melhor marca na temporada |

### Eliminatórias
A primeira fase foi realizada em 5 de agosto.
| Posição | Nome           | Nação              | Tempo   | Notas |
| ------- | -------------- | ------------------ | ------- | ----- |
| 1       | Rick Say       | CAN Canadá         | 3:56.98 | Q     |
| 2       | Austin Ramirez | USA Estados Unidos | 3:57.02 | Q     |
| 3       | -              | -                  | -       | Q     |
| 4       | -              | -                  | -       | Q     |
| 5       | -              | -                  | -       | Q     |
| 6       | -              | -                  | -       | Q     |
| 7       | Nat Lewis      | USA Estados Unidos | 3:59.16 | Q     |
| 8       | -              | -                  | -       | Q     |

### Final B
A final B foi realizada em 5 de agosto.
| Posição | Nome                 | Nação                 | Tempo   | Notas |
| ------- | -------------------- | --------------------- | ------- | ----- |
| 9       | Josh Ilika           | MEX México            | 3:59.82 |       |
| 10      | Cassiano Leal        | BRA Brasil            | 4:00.04 |       |
| 11      | Giancarlo Zolezzi    | CHI Chile             | 4:04.11 |       |
| 12      | Manuel Colmenares    | VEN Venezuela         | 4:05.64 |       |
| 13      | Sebastien Paddington | TRI Trinidad e Tobago | 4:10.20 |       |

### Final A
A final A foi realizada em 5 de agosto.
| Posição           | Nome               | Nação              | Tempo   | Notas |
| ----------------- | ------------------ | ------------------ | ------- | ----- |
| Medalha de ouro   | Luiz Lima          | BRA Brasil         | 3:52.25 | SA    |
| Medalha de prata  | Austin Ramirez     | USA Estados Unidos | 3:53.64 |       |
| Medalha de bronze | Rick Say           | CAN Canadá         | 3:54.66 |       |
| 4                 | Mark Johnston      | CAN Canadá         | 3:56.68 |       |
| 5                 | Alejandro Bermúdez | COL Colômbia       | 3:57.77 |       |
| 6                 | Ricardo Monasterio | VEN Venezuela      | 3:58.65 |       |
| 7                 | Damian Alleyne     | BAR Barbados       | 3:58.90 |       |
| 8                 | Nat Lewis          | USA Estados Unidos | 3:58.99 |       |